# Richard Jenkins (antropolog)
Richard Jenkins er en britisk antropolog der har beskæftiget sig med etnicitet og social identitet. 
Han har været på feltarbejde i Danmark og udgivet flere bøger.